# Журавлёв, Василий Платонович
Василий Платонович Журавлёв (2 августа 1902 — 28 декабря 1973) — советский военачальник, генерал-майор артиллерии, участник Великой Отечественной войны.

## Биография
Василий Платонович Журавлёв родился 2 августа 1902 года в деревне Ново-Внуково (ныне — Монастырщинский район Смоленской области). В мае 1924 года был призван на службу в Рабоче-Крестьянскую Красную Армию. В 1925 году окончил школу младшего командного состава, в 1928 году — 1-ю Ленинградскую артиллерийскую школу имени Красного Октября, после чего служил на командных должностях в различных авиационных частях. В 1936 году окончил Военную артиллерийскую академию имени Ф. Э. Дзержинского. С января 1938 года Журавлёв служил в Управлении командующего артиллерией (начальника артиллерии) Красной Армии, был помощником, заместителем начальника отдела, старшим инспектором. В последней должности встретил начало Великой Отечественной войны.
В ноябре 1941 года Журавлёв был переведён в Главное управление ПВО страны на должность начальника вузов. 5 апреля 1942 года назначен начальником Горьковское училища зенитной артиллерии имени В. М. Молотова. С ноября 1942 года являлся заместителем начальника артиллерии Московского фронта ПВО. Когда была создана Особая Московская армия ПВО, Журавлёв стал заместителем командующего её артиллерией. Под его руководством зенитчики армии осуществляли прикрытие от вражеских авиационных налётов Москвы и важных объектов Центрального промышленного района. В январе 1945 года стал заместителем начальника штаба Центрального фронта ПВО, вскоре переведён командиром 90-й дивизии ПВО.
После окончания войны продолжал службу в Советской Армии. В 1947—1948 годах находился в командировке в Югославии, где был советником при начальнике Управления ПВО Народно-освободительной армии, в 1948—1949 годах находился в Венгерской Народной Республике. По возвращении в Советский Союз был помощником по боевой подготовке — начальником отдела боевой подготовки начальника Главного штаба Войск ПВО. В 1953—1956 годах возглавлял Гомельское высшее военное инженерное радиотехническое училище. Последние два года службы находился в специальной командировке в Китайской Народной Республике. 
В ноябре 1958 года в звании генерал-майора артиллерии уволен в запас. Умер 28 декабря 1973 года.

## Награды
- Орден Ленина (15 ноября 1950 года);
- 2 ордена Красного Знамени (3 ноября 1944 года, 5 ноября 1954 года);
- 2 ордена Отечественной войны 1-й степени (22 августа 1944 года, 17 ноября 1945 года);
- Орден Красной Звезды (14 июня 1940 года);
- Медали.